# علي أباد (ورزقان)
علي أباد هي قرية في مقاطعة ورزقان، إيران. عدد سكان هذه القرية هو 285 في سنة 2006.